# Charlie Daniels (futbolista)
Charles John Daniels  (Harlow, Inglaterra, Reino Unido, 7 de septiembre de 1986) es un exfutbolista inglés que jugaba de defensa.

## Clubes
| Club                         | País       | Año       |
| ---------------------------- | ---------- | --------- |
| Tottenham Hotspur F. C.      | Inglaterra | 2006-2009 |
| Chesterfield F. C. (cedido)  | Inglaterra | 2007      |
| Leyton Orient F. C. (cedido) | Inglaterra | 2007-2008 |
| Gillingham F. C. (cedido)    | Inglaterra | 2008      |
| Leyton Orient F. C.          | Inglaterra | 2009-2012 |
| AFC Bournemouth (cedido)     | Inglaterra | 2011      |
| AFC Bournemouth              | Inglaterra | 2012-2020 |
| Shrewsbury Town F. C.        | Inglaterra | 2020-2021 |
| Portsmouth F. C.             | Inglaterra | 2021      |
| Colchester United F. C.      | Inglaterra | 2021-2022 |